# Heugraben
Heugraben est une commune autrichienne du district de Güssing dans le Burgenland.